# Rankov (Trhové Sviny)
Rankov je malá vesnice, část města Trhové Sviny v okrese České Budějovice v Jihočeském kraji. Nachází se asi 4,5 kilometru severozápadně od Trhových Svinů. Rankov leží v katastrálním území Rankov u Trhových Svinů o rozloze 4,98 km².

## Historie
První písemná zmínka o vesnici pochází z roku 1367.

## Obyvatelstvo
| Rok            | 1869 | 1880 | 1890 | 1900 | 1910 | 1921 | 1930 | 1950 | 1961 | 1970 | 1980 | 1991 | 2001 | 2011 | 2021 |
| -------------- | ---- | ---- | ---- | ---- | ---- | ---- | ---- | ---- | ---- | ---- | ---- | ---- | ---- | ---- | ---- |
| Počet obyvatel | 303  | 293  | 292  | 251  | 277  | 284  | 218  | 137  | 120  | 107  | 90   | 71   | 72   | 85   | 103  |
| Počet domů     | 44   | 49   | 49   | 49   | 49   | 49   | 52   | 52   | 53   | 35   | 35   | 43   | 44   | 47   | 49   |

## Obecní správa
Při sčítání lidu v letech 1850–1913 Rankov byl osadou obce Ostrolovský Újezd v okrese Budějovice. V letech 1913–1964 byl samostatnou obcí, se kterým patřil nejprve do okresu České Budějovice (v letech 1850–1910 Budějovice), ale v roce 1950 v okrese Trhové Sviny a od roku 1960 v okrese České Budějovice. Od 14. června 1964 do 31. prosince 1975 byl částí obce Veselka v okrese České Budějovice. Od 1. ledna 1976 je částí města Trhové Sviny v okrese České Budějovice.

## Pamětihodnosti
- Kaple na návsi

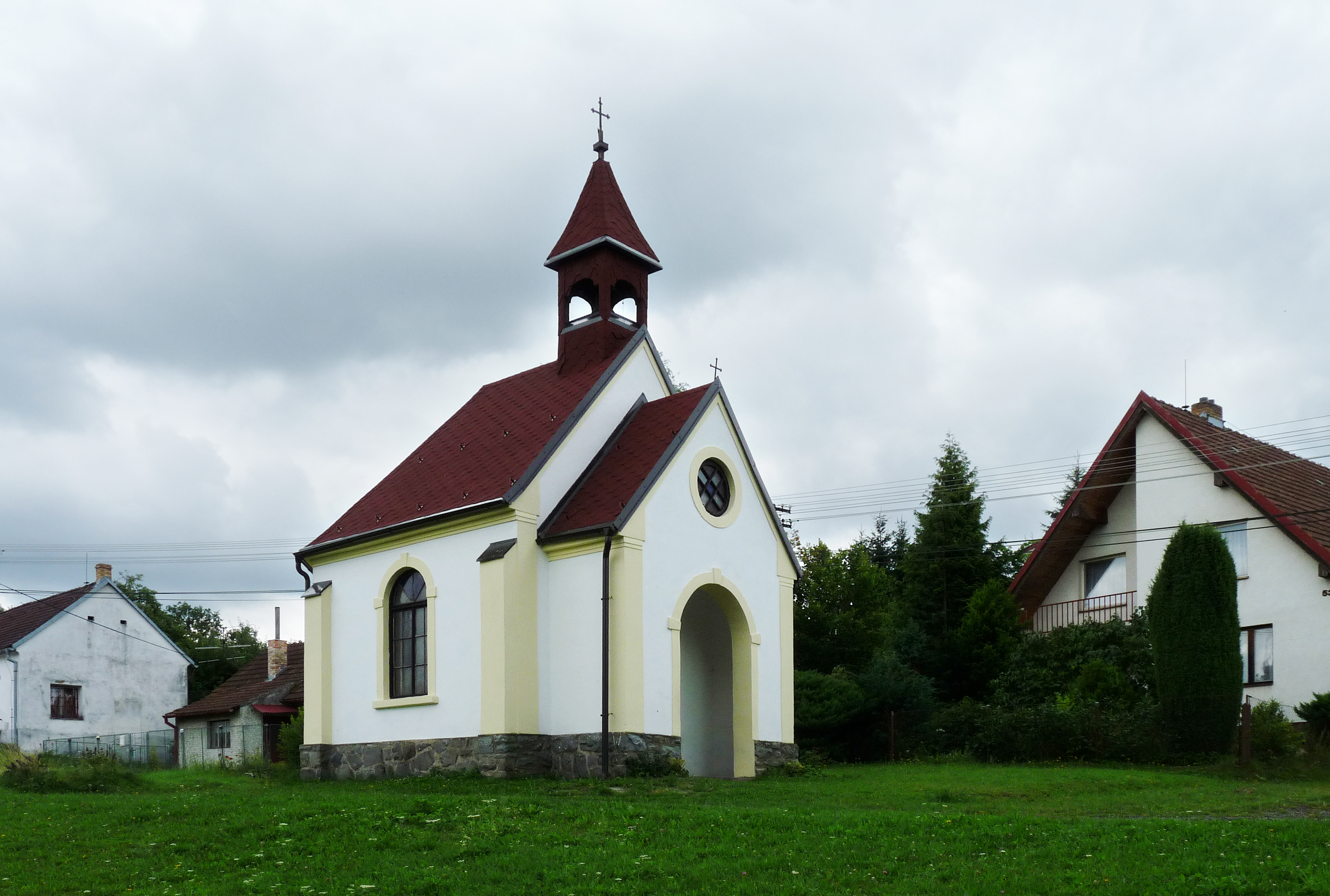
Kaple v Rankově

- Památkově chráněná boží muka se čtyřmi obrázky, s datací 1942
- Vedle stojící kříž s nápisem, že jej Věnovala Terezie Barta 1892
- Pomník obětem první světové války
- Lidová architektura